# I Promised You the Moon 〜僕の愛を君の心で訳して〜
I Promised You the Moon 〜僕の愛を君の心で訳して〜（タイ語: แปลรักฉันด้วยใจเธอ2、アイ・プロミスド・ユー・ザ・ムーン）は、ナダオ・バンコクが2020年に制作した『I Told Sunset About You 〜僕の愛を君の心で訳して〜』の続編で、2021年に配信されたヒューマンラブストーリー。主演は前作に引き続きプティポン・アサラタナグン（ビウキン）とグリット・アムヌアイデシャゴン（ピーピー）が務めた。
日本ではWOWOWオンデマンドにて、2021年の冬に日本初放送される。

## キャスト

### 主演
- テー（クリッタコーン・サータン） :  プティポン・アサラタナグン (ビウキン)
- オーエウ／オー（パンワー・スラモンター） :  グリット・アムヌアイデシャゴン（ピーピー）

### 助演
- トップ : ナパット・ウィカイルングロー（ナ）
- ジャイ : オーブニッ・ウィワタナワラーン（オーブ）
- キム : アーラッチャポン・ポーキンパーコン（ゴーイ）
- キウ : タニンラット・ワーシーワット（ター）
- ウー : チャヤパック・タンプラユーン（ニュー）
- メーンポン : サーリット・トライルートウィチーアン（ピ―）
- プラック : カモンピパット・ブンナーク（ボス）
- ドリーム : ポーンティップ・キッダムロンチャイ
- メーク : パーキン・クナーアヌウィット
- ナーン : プローイ・シリウドムセート
- カーイ : パンワー・プロムテープ
- コーフン／フン : ナット・キッチャリット
- テーの母親ジースイ : カーンチャナー・パークウィワット

## エピソード
- #1 Ice Breaking
- #2 Super Objective
- #3 Memory Recall
- #4 Inside Out
- #5 Turning Point

## サウンドトラック
| 曲名                           | アーティスト  | 備考  |
| ------------------------------ | ------------- | ----- |
| รู้งี้เป็นแฟนกันตั้งนานแล้ว (Safe Zone) | ビウキン x PP | [ 2 ] |
| ห่มผ้า (Hold Me Tight)           | PP            |       |
| หลอกกันทั้งนั้น (Fake News)         | PP            |       |
| หลอกกันทั้งนั้น (Fake News)         | ビウキン      | [ 3 ] |
| ทะเลสีดำ (Ta Lay See Dum)       | ビウキン x PP | [ 4 ] |
| ทะเลสีดำ (Studio Version)       | ビウキン x PP |       |
| ไม่ปล่อยมือ (Coming of Age)       | ビウキン x PP | [ 5 ] |